# South Heart
South Heart és una població dels Estats Units a l'estat de Dakota del Nord. Segons el cens del 2000 tenia 307 habitants.

## Demografia
Segons el cens del 2000, South Heart tenia 307 habitants, 108 habitatges, i 81 famílies. La densitat de població era de 126,1 hab./km².
Dels 108 habitatges en un 41,7% hi vivien nens de menys de 18 anys, en un 66,7% hi vivien parelles casades, en un 7,4% dones solteres, i en un 25% no eren unitats familiars. En el 21,3% dels habitatges hi vivien persones soles el 6,5% de les quals corresponia a persones de 65 anys o més que vivien soles. El nombre mitjà de persones vivint en cada habitatge era de 2,84 i el nombre mitjà de persones que vivien en cada família era de 3,4.
Per edats la població es repartia de la següent manera: un 34,5% tenia menys de 18 anys, un 4,6% entre 18 i 24, un 27% entre 25 i 44, un 23,8% de 45 a 60 i un 10,1% 65 anys o més.
L'edat mediana era de 35 anys. Per cada 100 dones de 18 o més anys hi havia 97,1 homes.
La renda mediana per habitatge era de 35.750 $ i la renda mediana per família de 41.250 $. Els homes tenien una renda mediana de 26.563 $ mentre que les dones 18.750 $. La renda per capita de la població era de 13.059 $. Entorn del 8% de les famílies i el 9,4% de la població estaven per davall del llindar de pobresa.

## Poblacions més properes
El següent diagrama mostra les poblacions més properes.